# 鈴木賢一 (経済学者)
鈴木 賢一（すずき けんいち、1968年 - ）は、日本の経済学者、工学者。博士（工学）。専門は金融工学。東北大学大学院経済学研究科教授。

## 略歴
- 千葉県立東葛飾高等学校卒業
- 1990年、東京工業大学工学部社会工学科卒業
- 1994年、東京工業大学大学院社会理工学研究科社会工学専攻博士課程中退
- 1996年、東京工業大学博士（工学）。博士論文は"On the Study of the Two Parameter Approach for the Portfolio Optimization Problem"。
- 東京工業大学社会理工学研究科社会工学専攻助手
- 東北大学大学院経済学研究科助教授
- 東北大学大学院経済学研究科教授

## 著書
- 『これだけは知っておこう！統計学』（共著、有斐閣、2002年、ISBN 4641086648）
- 『金融工学入門』（デービット・G・ルーエンバーガー著、共訳、日本経済新聞社、2002年、ISBN 4532132290）